# Васил Антевски
Васил Стефанов Антевски с псевдоним Дрен е югославски партизанин и деец на комунистическата съпротива във Вардарска Македония.

## Биография
Роден е на 28 октомври 1904 година във велешкото село Оморани. В периода 1915-1919 година живее във Франция и там завършва основно училище. Завършва гимназия във Велес, а после и Юридическия факултет в Белградския университет. След това започва да работи като адвокат в Скопие, Велес и Куманово. През 1937 и 1940 година влиза в затвора поради революционна дейност. На 14 юли 1939 година заедно със Страхил Гигов помага на Георги Шоптраянов да публикува „150 години от Френската революция“. През 1941 година става член на ЮКП. От август на същата година влиза в Скопския партизански отряд. Арестуван е във Велес на 15 ноември 1941 година от българската полиция. През май 1942 година е осъден на смърт чрез обесване в Скопие. Присъдата му е изпълнена в Софийския затвор на 18 август 1942 година.
На негово име е кръстена гарата на Оморани.